# Titularbistum Tigisi in Mauretania
Tigisi in Mauretania (ital.: Tigisi di Mauritania) ist ein Titularbistum der römisch-katholischen Kirche. 
Es geht zurück auf einen früheren Bischofssitz in der gleichnamigen antiken Stadt, die sich in der römischen Provinz Mauretania Caesariensis im heutigen nördlichen Algerien befand.
| Titularbischöfe von Tigisi in Mauretania |                                                                               |                                                                |                  |                  |
| Nr.                                      | Name                                                                          | Amt                                                            | von              | bis              |
| 1                                        | Vicente Rodrigo Cisneros Durán                                                | Weihbischof in Guayaquil (Ecuador)                             | 1. Dezember 1967 | 4. Juli 1969     |
| 2                                        | Herbé Seijas                                                                  | Weihbischof in San José de Mayo (Uruguay)                      | 2. Juli 1975     | 15. Oktober 1975 |
| 3                                        | Alejandro Mestre Descals SJ seit 28. Juni 1982 Titularerzbischof pro hac vice | Weihbischof in Sucre Koadjutorerzbischof von La Paz (Bolivien) | 6. März 1976     | 26. Juni 1988    |
| 4                                        | Martino Canessa                                                               | Weihbischof in Genua-Bobbio (Italien)                          | 20. Juni 1989    | 2. Februar 1996  |
| 5                                        | Thomas Koorilos Chakkalapadickal                                              | Weihbischof in Tiruvalla (Indien)                              | 9. Mai 1997      | 15. Januar 2003  |
| 6                                        | Tadeusz Bronakowski                                                           | Weihbischof in Łomża (Polen)                                   | 11. Februar 2006 |                  |